# Chod konёm
Chod konёm (Ход конём) è un film del 1962 diretto da Tat'jana Nikolaevna Lukaševič.

## Trama
La quindicenne Alyoshka Levshin (Boris Kuznetsov), che sogna di diventare un autista di trattori di alta classe, non può lavorare nella fattoria collettiva, dove intende vivere per tutta la vita. Poi scambia i documenti con la sua compagna più anziana, la roulotte Kolka Lopatin (Savely Kramarov), che sogna una vita spensierata in città (dove è entrato in contatto con dei ragazzi). Di conseguenza, Alyoshka riceve un diploma con lode, ma non può ancora lavorare nella fattoria collettiva a causa della sua giovane età e viene assegnato alla sua scuola natale come assistente insegnante.